# Isabel Marshal
Isabel Marshal ( castillo de Pembroke, 9 de octubre de 1200 - castillo de Berkhamstead, 15 de enero de 1240) fue una noble inglesa, séptima de los 10 hijos del matrimonio entre Guillermo Marshal, conde de Pembroke, e Isabel de Clare, heredera del condado. 
La muerte de todos sus hermanos varones en un lapso de 14 años (1231-1245), la convirtieron a ella y a sus hermanas en las co-herederas de las inmensos posesiones de los Marshal.
El 9 de octubre de 1217 se casó en la abadía de Tewkesbury, en Gloucester, con Gilbert de Clare, IV conde de Hertford —por herencia paterna— y V conde de Gloucester —por herencia materna—. De este matrimonio nacieron dos hijas y un hijo, Richard de Clare, sucesor de su padre en los condados de Herford, Gloucester y Clare, además de la parte de su madre de los estados Marshal.
Muerto Gilbert en el camino de regreso a Inglaterra en Penrose, Bretaña, (25 de octubre de 1230), Isabel contrae su segundo matrimonio en la localidad de Fawley, el 13 de marzo de 1231, con Ricardo de Inglaterra, conde de Cornualles y luego Rey de Romanos, hermano del rey Enrique III de Inglaterra, el cual desaprobó el enlace por considerarlo "desventajoso". De este matrimonio solo un hijo sobreviviría a la infancia, Enrique de Almain, el cual moriría ya adulto sin descendencia.
Murió a consecuencia del parto de su último hijo, en el castillo de Berkhamstead, el 15 de enero de 1240, a los 39 años de edad. Pidió ser enterrada junto a su primer marido en la abadía de Tewkesbury, pero Ricardo decidió sepultarla en la abadía de Beauleu, aunque accedió, piadosamente, a enviar su corazón a Tewkesbury.